# 天主教加爾各答總教區
天主教加爾各答總教區（拉丁語：Archidioecesis Calcuttensis），是羅馬天主教會以印度西孟加拉邦最大都市加爾各答為中心的一個總主教區。下轄七個教區。
2006年有教友145,246名，佔轄區總人口僅百分之0.5。由211名司鐸名管理33個堂區。現任教區總主教為多默‧德索薩，榮休總主教兩人：亨利‧德索薩、盧卡斯‧希爾卡。
1834年4月18日建立孟加拉宗座代牧區。1850年2月15日升為西孟加拉教區。1886年9月1日升為加爾各答總教區。